# Morceaux choisis (Anne Sylvestre)
Pour les articles homonymes, voir Morceaux choisis (homonymie).
Albums de Anne Sylvestre
40 ans de chansons
(1998) Partage des eaux
(2000)
Morceaux choisis est une compilation d'Anne Sylvestre paru chez EPM en 1999.

## Historique
Il s'agit de la réunion de la compilation de 1998 40 ans de chansons et du DVD du spectacle À l'Olympia 1998.
Cette compilation est ressortie en 2004 puis en 2016.

## Production
- Production : Anne Sylvestre , EPM Musique
- Photos : S. Langevin
- Conception graphique : slheureux / Créaprim
- Distribution : Universal